# 田辺義三
田辺 義三（たなべ よしぞう、1937年4月12日 - 2018年9月12日）は、群馬県出身の元プロ野球選手（捕手、外野手、内野手）。

## 来歴・人物
桐生高校では3年次の1955年、捕手として春の選抜に出場。今泉喜一郎とのバッテリーで決勝に進出するが、坂崎一彦・山本八郎・広島尚保らがいた浪華商に延長11回3-4でサヨナラ負け、準優勝に終わる。同年は夏の選手権にも出場したが、2回戦で日大三高のエース並木輝男に抑えられ、4-10で敗れた。同年8月には1年下の外野手間所宏全（阪急）らと共に全日本高校選抜チームの一員として初のハワイ遠征を果たし、4番を打った。
身長174cmは当時としては大型で、高校屈指の強打の捕手として中日、大映、東映、大洋などが獲得合戦を繰り広げたが、卒業後の1956年に西鉄ライオンズへ入団。小倉高校時代に甲子園で準優勝投手となり、これも争奪戦の末に入団した畑隆幸と共に「黄金のバッテリー誕生」と騒がれた。三原脩監督のポスト日比野強化の構想により、久保山誠・和田博実と正捕手の座を競い合う。1年目の同年は26試合に先発マスクを被り、巨人との日本シリーズで第5戦に4番手の捕手として出場。高卒ルーキー捕手の日本シリーズ出場は田辺以降、2012年の近藤健介（日本ハム）まで56年現れなかった。高校屈指の名捕手で肩もいい田辺は日比野の後継一番手と目されたが、三原は田辺のシャープな打撃は認めていたものの、捕球に頼りなさ、従って捕って送球するスローイングにも物足りなさを感じていた。
2年目の1957年には三原が総合的な守備力を判断し、和田を正捕手に抜擢。1年先輩の和田の控えに甘んじ、1959年には河合保彦の加入で外野手に転向。1960年には主に右翼手として33試合に先発するが、1962年には中西太選手兼任監督の故障悪化もあって、開幕から一塁手として起用される。シーズン後半には井上忠行にポジションを譲るが、自己最多の60試合に先発出場。中西は、守備が良く、打撃センスもいい田辺を正一塁手に固定するつもりであったが、同年10月6日の大毎戦（東京）での試合前、当時打撃投手としてチームに帯同していた安部和春に替わって打撃投手を務めた際、打撃練習中であった伊藤光四郎の球が田辺の後頭部に直撃して昏倒し病院に運ばれた。1963年は試合に出場できず、一旦は回復を見せたが、言語障害などの後遺症が残ったために2年間治療に専念。1964年には一軍に復帰したが、同年限りで現役を引退 。同年12月8日、内村祐之コミッショナーにより、球団から田辺に200万円の補償金（当時の限度額）を支払うよう要請し、球団も同意して田辺に200万円の補償金が支払われた。中西が衰え、豊田泰光が国鉄に移籍する中、次の中軸打者として期待され、関係者からは引退を惜しむ声が出た。
引退後も西鉄OBとの交流は続き、2011年9月4日のライオンズ・クラシックの最終日に、豊田・中西らと往時のユニフォームに身を包んでグランドに降り立ち、挨拶をした。

## 詳細情報

### 年度別打撃成績
| 年 度     | 球 団     | 試 合 | 打 席 | 打 数 | 得 点 | 安 打 | 二 塁 打 | 三 塁 打 | 本 塁 打 | 塁 打 | 打 点 | 盗 塁 | 盗 塁 死 | 犠 打 | 犠 飛 | 四 球 | 敬 遠 | 死 球 | 三 振 | 併 殺 打 | 打 率 | 出 塁 率 | 長 打 率 | O P S |
| --------- | --------- | ----- | ----- | ----- | ----- | ----- | -------- | -------- | -------- | ----- | ----- | ----- | -------- | ----- | ----- | ----- | ----- | ----- | ----- | -------- | ----- | -------- | -------- | ----- |
| 1956      | 西鉄      | 73    | 98    | 94    | 5     | 12    | 3        | 0        | 0        | 15    | 6     | 0     | 0        | 0     | 0     | 3     | 0     | 1     | 25    | 2        | .128  | .163     | .160     | .323  |
| 1957      | 西鉄      | 9     | 12    | 11    | 0     | 1     | 0        | 0        | 0        | 1     | 0     | 1     | 0        | 0     | 0     | 1     | 0     | 0     | 3     | 1        | .091  | .167     | .091     | .258  |
| 1958      | 西鉄      | 45    | 71    | 68    | 7     | 15    | 3        | 0        | 2        | 24    | 8     | 0     | 0        | 0     | 0     | 3     | 0     | 0     | 16    | 0        | .221  | .254     | .353     | .606  |
| 1959      | 西鉄      | 68    | 113   | 106   | 7     | 31    | 7        | 1        | 1        | 43    | 11    | 0     | 0        | 5     | 1     | 1     | 1     | 0     | 14    | 4        | .292  | .299     | .406     | .705  |
| 1960      | 西鉄      | 84    | 164   | 156   | 11    | 38    | 8        | 0        | 3        | 55    | 13    | 1     | 0        | 0     | 1     | 7     | 0     | 0     | 25    | 6        | .244  | .276     | .353     | .629  |
| 1961      | 西鉄      | 42    | 43    | 40    | 1     | 6     | 3        | 0        | 0        | 9     | 3     | 0     | 1        | 0     | 1     | 2     | 0     | 0     | 8     | 1        | .150  | .190     | .225     | .415  |
| 1962      | 西鉄      | 94    | 227   | 211   | 20    | 47    | 8        | 0        | 4        | 67    | 24    | 0     | 1        | 2     | 2     | 9     | 1     | 3     | 38    | 9        | .223  | .265     | .318     | .582  |
| 1964      | 西鉄      | 4     | 4     | 4     | 0     | 1     | 0        | 0        | 0        | 1     | 0     | 0     | 0        | 0     | 0     | 0     | 0     | 0     | 2     | 0        | .250  | .250     | .250     | .500  |
| 通算：8年 | 通算：8年 | 419   | 732   | 690   | 51    | 151   | 32       | 1        | 10       | 215   | 65    | 2     | 2        | 7     | 5     | 26    | 2     | 4     | 131   | 23       | .219  | .251     | .312     | .563  |

### 背番号
- 10 （1956年 - 1964年）